# Møglestu
Møglestu är en kyrkby i Lillesands kommun i Agder fylke i södra Norge. Orten ligger vid fylkesväg 402 och utgör en del av tätorten Lillesand. Här finns Vestre Molands kyrka.
Møglestu utgjorde tidigare centralort i dåvarande Vestre Molands kommun i Aust-Agder fylke.